# Georg Klotz
Georg Klotz, detto "Jörg" (Valtina, 11 settembre 1919 – Telfes im Stubai, 24 gennaio 1976), è stato un terrorista e indipendentista sudtirolese, di cittadinanza italiana e tedesca (durante la seconda guerra mondiale). Fu responsabile di numerosi attentati dinamitardi in nome della "libertà del Südtirol", per il quale si autodefiniva un combattente, un Freiheitskämpfer.

## Biografia
Georg Klotz nacque nel 1919 nella val Passiria, da poco annessa allo Stato italiano. Qui crebbe ed esercitò il mestiere di fabbro (da qui il soprannome "il Martellatore della Val Passiria") e carbonaio. Ai tempi delle opzioni scelse di emigrare in Germania, ove prestò servizio come volontario nella Wehrmacht. Alla fine della seconda guerra mondiale ritornò in Alto Adige, fondando nel 1950 l'associazione degli Schützen di Valtina (rifacendosi agli storici tiroler Schützen ovvero i “bersaglieri tirolesi” disciolti nel 1919) di cui entrò a far parte e, con la fondazione della Südtiroler Schützenbund (SSB) nel 1958, divenne il primo vice comandante provinciale (Landeskommandant-Stellvertreter), avvicinandosi contemporaneamente alle posizioni più radicali dell'indipendentismo sudtirolese.
Negli anni sessanta, entrato in contatto con un altro attivista indipendentista, Sepp Kerschbaumer, decise di militare nell'organizzazione fondata da quest'ultimo, il Befreiungsausschuss Südtirol (BAS, letteralmente: Comitato per la Liberazione del Sudtirolo). Sotto questa "bandiera" partecipò a numerosi attentati dinamitardi, tesi a colpire lo Stato italiano per ottenere il distacco dell'Alto Adige dall'Italia, il cui culmine fu l'episodio noto come Notte dei fuochi.
L'11 aprile 1950 sposò Rosa Pöll, da cui ebbe sei figli, tra cui Eva, nata nel 1951, che una volta cresciuta è entrata in politica, portando avanti la causa dell'autodeterminazione del Sudtirolo. Eva Klotz è stata dal 1983 fino alla sua rinuncia il 2 dicembre 2014 membro del consiglio della Provincia autonoma di Bolzano e fino al 2007 presidente del partito politico Süd-Tiroler Freiheit.
Fu arrestato il 9 settembre 1964 in Austria e condannato a Milano nel marzo 1969, in contumacia, a complessivi 52 anni, 1 mese e 10 giorni di carcere, per tentato omicidio, attentati contro l'integrità dello Stato e cospirazione politica mediante associazione (articoli 241 e 305 del codice di procedura penale). In particolare, il tribunale di Milano riconobbe a Klotz un ruolo fondamentale nella strage di Malga Sasso. Klotz non scontò mai la pena, restando latitante in Austria, che non lo estradò. La moglie in Italia scontò 14 mesi di carcere. Morì nella sua capanna da carbonaio (Köhlerhütte) a Telfes im Stubai (nella valle di Stubai) in Tirolo (Austria) per un'embolia, poco dopo aver compiuto 56 anni d'età.

## Posizione politica
Secondo una dichiarazione dello storico Leopold Steurer, riportata dal quotidiano Alto Adige, alcuni degli "attivisti" sudtirolesi erano fortemente compromessi con la Germania nazista: